# Dystrykt Mpulungu
Dystrykt Mpulungu – dystrykt w północnej Zambii w Prowincji Północnej. W 2000 roku liczył 67 602 mieszkańców (z czego 50,73% stanowili mężczyźni) i obejmował 14 467 gospodarstw domowych. Siedzibą administracyjną dystryktu jest Mpulungu.